# Jon Cryer
Jon Cryer, właśc. Jonathan Niven Cryer (ur. 16 kwietnia 1965 w Nowym Jorku) – amerykański aktor, scenarzysta i producent. 
Odtwórca roli Alana Jeromego Harpera w sitcomie telewizji CBS Dwóch i pół (2003–2015), za którą otrzymał dwukrotnie nagrodę Primetime Emmy Award w 2009 i 2012.
19 września 2011 otrzymał gwiazdę na Alei Gwiazd w Los Angeles znajdującą się przy 6922 Hollywood Boulevard.

## Życiorys
Urodził się w Nowym Jorku w rodzinie metodystów jako syn Gretchen Cryer (z domu Kiger) i Donalda Davida Cryera. Ma dwie siostry: Robin i Shelley. Uczęszczał do Stagedoor Manor. W 1983 ukończył Bronx High School of Science. Studiował w Royal Academy of Dramatic Art w Londynie.
Pierwszym profesjonalnym występem Cryera była rola Davida w sztuce broadwayowskiej Torch Song Trilogy, zastępując Matthew Brodericka, którego „bardzo przypominał”. W 1989 ponownie zastąpił Brodericka w przedstawieniu Neila Simona Brighton Beach Memoirs. Grał w produkcjach off-Broadwayowskich: Porozmawiajmy o kobietach (1990) jako Sandy i 900 Oneonta (1996) jako Gitlo. W 2013 był współproducentem broadwayowskiego przedstawienia Ann.
Po zamknięciu oryginalnej produkcji z Matthew Broderickiem z powodu zawału serca reżysera Martina Ritta, w wieku dziewiętnastu lat zagrał postać 16-letniego fotografa amatora Charlesa Cummingsa w komediodramacie Jerry’ego Schatzberga Wielkie uczucie (No Small Affair, 1984) z Demi Moore, Jennifer Tilly i Timem Robbinsem. Potem trafił do obsady komedii romantycznej  Howarda Deutcha Dziewczyna w różowej sukience (Pretty in Pink, 1986) jako Philip F. „Duckie” Dale u boku Molly Ringwald. Na szklanym ekranie wystąpił jako Theodore „Teddy” Zakalokis, młody mężczyzna pracujący w holenderskiej agencji talentów, aby uniknąć utknięcia w piekarni swojej grecko-amerykańskiej rodziny w sitcomie CBS The Famous Teddy Z (1989). 
Za rolę Lexa Luthora w serialu The CW Supergirl (2019–2021) zdobył nagrodę Saturn.

## Życie prywatne
W latach 1999–2004 był żonaty z brytyjską aktorką Sarah Trigger, z którą ma syna, Charliego Austina (ur. 27 czerwca 2000). W czerwcu 2007 poślubił dziennikarkę Lisę Joyner, z którą zaadoptował córkę, Daisy (ur. 11 sierpnia 2009).

## Filmografia

### Aktor
- No Small Affair (1984) jako Charles Cummings
- Noon Wine (1985) jako Teenage Herbert
- Pretty in Pink (1986) jako Phil 'Duckie' Dale
- Morgan Stewart's Coming Home (1987) jako Morgan Stewart
- O.C. and Stiggs (1987) jako Randall Schwab Jr.
- Superman IV: The Quest For Peace (1987) jako Lenny
- Dudes (1987) jako Grant
- Hiding Out (1987) jako Andrew Morenski/Max Hauser
- Rap Master Ronnie: A Report Card (1988)
- Penn & Teller Get Killed (1989) jako trzeci Frat Boy
- The Famous Teddy Z (1989) jako Teddy Zakalokis
- Hot Shots! (1991) jako Jim „Wash Out” Pfaffenbach
- The Waiter (1993) jako Tommy Kazdan
- Heads (1993) jako Guy Franklin
- Partners (1995) jako Bob
- The Pompatus of Love (1996) jako Mark
- Cannes Man (1996) jako Cameo
- Plan B (1997) jako Stuart Winer
- It's Good to Be King (1997) jako Mort
- Two Guys a Girl and a Pizza Place (1998) jako Justin
- Getting Personal (1998) jako Sam Wagner
- Went to Coney Island on a Mission From God... Be Back by Five (1998) jako Daniel
- Holy Man (1998) jako Barry
- Mr. Show (1998) jako Duckie
- The Trouble with Normal (2000) jako Zack Mango
- Glam (2001) jako Jimmy Pells
- Hey Joel (2003) (voice) jako Joel Stein
- Stripperella (2003) (głos)
- Becker (2003) jako Roger
- Dwóch i pół (2003-2015) jako Alan Harper
- The Metro Chase (2003) jako pan Stamm
- Danny Phantom (2005) jako Freakshow
- Kamień życzeń – magiczne przygody (2009) jako Tata Thompson
- Hannah Montana (2010) jako Kenneth Truscott, gościnnie
- Supergirl (2019–2021) jako Lex Luthor
- Batwoman (2019) jako Lex Luthor
- Flash (2019) jako Lex Luthor
- Arrow (2020) jako Lex Luthor
- Legends of Tomorrow (2020) jako Lex Luthor

### Scenarzysta
- The Pompatus of Love (1996)
- Went to Coney Island on a Mission From God... Be Back by Five (1998)

### Producent
- Getting Personal (1998)
- Went to Coney Island on a Mission From God... Be Back by Five (1998)